# Federico Pellegrino
Federico Pellegrino är en italiensk aktiv längdskidåkare. Han är född den 1 september 1990 i Aosta, Italien. 
Han gjorde sin första tävling i världscupen den 11 mars 2010 i Drammen, Norge och där blev han 49:a. Han har kommit på pallen fem gånger, minitourer exkluderat  och hans första seger i världscupen kom den 21 december 2014 när han vann sprinten i schweiziska Davos. Han följde upp med en sprintseger i Rybinsk den 24 januari 2015. 2017 vann han VM-sprinten i Lahti, Finland. Pellegrino tog även hem en silvermedalj på teamsprinten där han tävlade tillsammans med Dietmar Nöckler. Ryssland med Sergej Ustiugov och Nikita Kriukov vann.